# Przedni Staw Raczkowy
Przedni Staw Raczkowy lub Skrajny Staw Raczkowy (słow. Nižné Račkovo pleso) – największy z grupy 3 większych Raczkowych Stawów w Dolinie Raczkowej w słowackich Tatrach Zachodnich, położony najbliżej żółto znakowanego szlaku turystycznego. Znajduje się w górnym piętrze tej doliny, w tzw. Dolinie Zadniej Raczkowej, leży na północny wschód od Suchego Stawu Raczkowego. Położony jest na wysokości 1697 m n.p.m., ma powierzchnię 0,67 ha, rozmiary 170 × 120 m i głębokość 1,2 m. Jest połączony przetoką z leżącym nieco powyżej Zadnim Stawem Raczkowym i zasilany jest jego wodami. Wiosną, zasilane wodami z topniejących śniegów wszystkie te 3 stawy łączą się w jedno duże rozlewisko. Wody z tych stawów zasilają Raczkowy Potok.
Jest pochodzenia lodowcowego. Badany był w latach 1845, 1850 i 1856 przez Ludwika Zejsznera. Od szlaku turystycznego wiodącego Doliną Zadnią Raczkową odchodzi ścieżka, którą można dojść bezpośrednio do Przedniego Stawu Raczkowego (i dwóch pozostałych).

## Szlaki turystyczne
– żółty szlak z rozdroża Niżnia Łąka przez Dolinę Raczkową do Rozdroża pod Klinem i dalej Doliną Zadnią Raczkową obok stawów na Starorobociańską Przełęcz i Kończysty Wierch (2002 m). Suma wzniesień ok. 1050 m.
- Czas przejścia z Niżniej Łąki do Rozdroża pod Klinem: 2:30 h, ↓ 1:45 h
- Czas przejścia od rozdroża na Starorobociańską Przełęcz: 2 h, ↓ 1:30 h